# Dương Nhật Lễ
 (octobre 2018).
Si vous disposez d'ouvrages ou d'articles de référence ou si vous connaissez des sites web de qualité traitant du thème abordé ici, merci de compléter l'article en donnant les références utiles à sa vérifiabilité et en les liant à la section « Notes et références ».
Hôn Đức Công né sous le nom Dương Nhật Lễ, mort en 1370, est l'empereur du Đại Việt (ancêtre du Viêt Nam) de 1369 à 1370 et un usurpateur de la dynastie Trần. 